# Sempervivum leucanthum
Sempervivum leucanthum là một loài thực vật có hoa trong họ Crassulaceae. Loài này được Pancic miêu tả khoa học đầu tiên năm 1883.